# 四川省革命委员会
四川省革命委员会是四川省的革命委员会，是文化大革命期间四川省最高权力机构。

## 历史
1968年5月31日，四川省革命委员会成立。张国华担任主任，李大章、梁兴初、刘结挺、天宝、张西挺（女）、徐驰、邓兴国、江海云（女）、王恒霖、彭家治、张泗洲、冯玉德、蔡文彬、杨志诚、但坤蓉（女）担任副主任。
1979年12月撤销，恢复成立四川省人民政府。